# Che Ťing-ming
Che Ťing-ming (čínsky pchin-jinem Hé Jǐngmíng, znaky 何景明, 1483–1521) byl čínský básník a spisovatel působící v říši Ming, jeden ze „sedmi dřívějších mingských mistrů“ a ve své generaci přední představitel mingské kultury.

## Jména
Che Ťing-ming používal zdvořilostní jméno Čung-mo (čínsky pchin-jinem Zhòngmò, znaky 仲默) a literární pseudonymy Paj-pcho (čínsky pchin-jinem Báipō, znaky 白坡) a Ta-fu šan-žen (čínsky pchin-jinem Dàfù shānrén, znaky zjednodušené 大复山人, tradiční 大復山人).

## Život
Che Ťing-ming pocházel ze Sin-jangu ležícím v jižní části provincie Che-nan, narodil se roku 1483. Rodina patřila k drobným statkářům nebo jen rolníkům, teprve Che Ťing-mingův děd Che Čchien byl první kdo získal nižší úřední místo (dohlížel nad obchodem a živnostmi), jeho syn Che Sin také zaujal nízký post v místní správě. Che Ťing-ming se vzdělával v konfuciánském učení, přihlásil se k úřednickým zkouškám, roku 1498 uspěl – v neobvykle nízkém věku – v provinčních zkouškách, v nichž byl hodnocen jako třetí nejlepší. Metropolitní zkoušky v Pekingu na první pokus roku 1499 nesložil, u následujících zkoušek o tři roky později už uspěl, složil i jejich nejvyšší stupeň, palácové zkoušky, a získal titul ťin-š’. Po zkouškách se vrátil domů, první úřední pověření obdržel až roku 1504, kdy byl jmenován písařem v ústřední kanceláři (čung-šu še žen, 中書舍人; připravoval dokumenty pro velké sekretáře).
Patřil ke kritikům politiky eunucha Liou Ťina, byl proto načas odvolán z úřadu, po Liou Ťinově pádu (1510) se – na doporučení velkého sekretáře a předního literárního kritika Li Tung-janga – vrátil. Ozval se na podporu slavného básníka Li Meng-janga po jeho zatčení. Po čase byl přeložen z Pekingu na místo intendanta pro vzdělání provincie Šen-si. Roku 1521 se vzdal úřadu pro nemoc, vrátil se domů a brzy nato zemřel.
Che Ťing-ming byl literárními kruhy metropole záhy po složení zkoušek, ne-li už předtím, uznán za talentovaného básníka. Je počítán k sedmi dřívějším mingským mistrům, jejichž vedoucí postavou byl Li Meng-jang. V básnických proudech tehdejší doby však zaujímal poněkoud odlišnou pozici, když Li Meng-jangovo napodobování mistrů minulosti považoval za užitečné cvičení, ale pro vlastní tvorbu ho měl za příliš svazující a dával přednost individuálnímu básnickému výrazu.